# Crossektomie
Die Crossektomie ist ein chirurgischer Eingriff, bei dem zur Therapie von Krampfadern die sog. Crosse (Einmündungsstück der größten oberflächlichen Vene des Beins in die Beinhauptvene, im Bereich der Leiste) ektomiert, d. h. herausgeschnitten wird.
Den Namen erhalten hat die "Crosse" nach ihrer Form: sie ähnelt dem Ende eines Hirtenstabs, wie ihn die katholischen Bischöfe tragen, dieser trägt den Namen "Crosse." An der Crosse münden in unregelmäßiger Zahl und Weise die unten genannten Venen und bilden den sogenannten Venenstern. Dieser ist ganz unterschiedlich ausgebildet: die Venen können in ihrem Kaliber völlig unterschiedlich ausfallen und durch Verbindungsvenen untereinander in Verbindung stehen, was für das Auftreten von Rezidiven von großer Bedeutung sein kann. Eine Bedeutung, die in der Alternativ-Phlebologie zu wenig berücksichtigt wird. Wird die Crosse im Fall einer Klappeninsuffizienz nicht radikal saniert, besteht ein hohes Rezidivrisiko.
Die Crossektomie beinhaltet folgende Arbeitsschritte:
- Markieren des Verlaufes der Vena saphena magna beim stehenden Patienten und, unter Zuhilfenahme der Duplexsonographie
- etwa 3 cm langer Hautschnitt oberhalb des tastbaren Leistenpulses der Arteria femoralis, der dabei in das letzte Drittel des Einschnitts fällt
- Durchtrennung der Scarpa Faszie und Darstellung der Vena saphena magna und ihrer Einmündung in die Vena femoralis
- Unterbindung aller von diesem Teilstück abgehenden Venen.

Dies sind namentlich
- - Vena circumflexa ilium superficialis (verläuft nach lateral)
  - Vena epigastrica superficialis (verläuft nach kranial)
  - Vena saphena accessoria (verläuft nach distal)
  - Vena pudenda externa (verläuft nach medial)

Dann erfolgt die Abtrennung durch Ligatur der Vena saphena magna an ihrer Einmündung in die Vena femoralis. Der Eingriff endet mit dem Verschluss der Haut.
In den meisten Fällen, in denen Krampfadern mittels Crossektomie behandelt werden, schließt sich nun das gegen Anfang des 20. Jahrhunderts vom US-amerikanischen Chirurgen William Wayne Babcock entwickelte sog. Venenstripping an.  Bei diesem Eingriff wird die gesamte Vena saphena magna mit ihren Ästen durch eine Sonde oder einen PIN-Stripper (Perforate Invaginate Stripping) entfernt und – in den modernen Verfahren – unterhalb des Kniegelenks ausgeleitet.